# Bergmann-Metallurgique
Die Bergmann-Metallurgique Gesellschaft mbH war ein deutscher Automobil- und Nutzfahrzeughersteller, der von 1909 bis 1922 in Berlin ansässig war.

## Geschichte

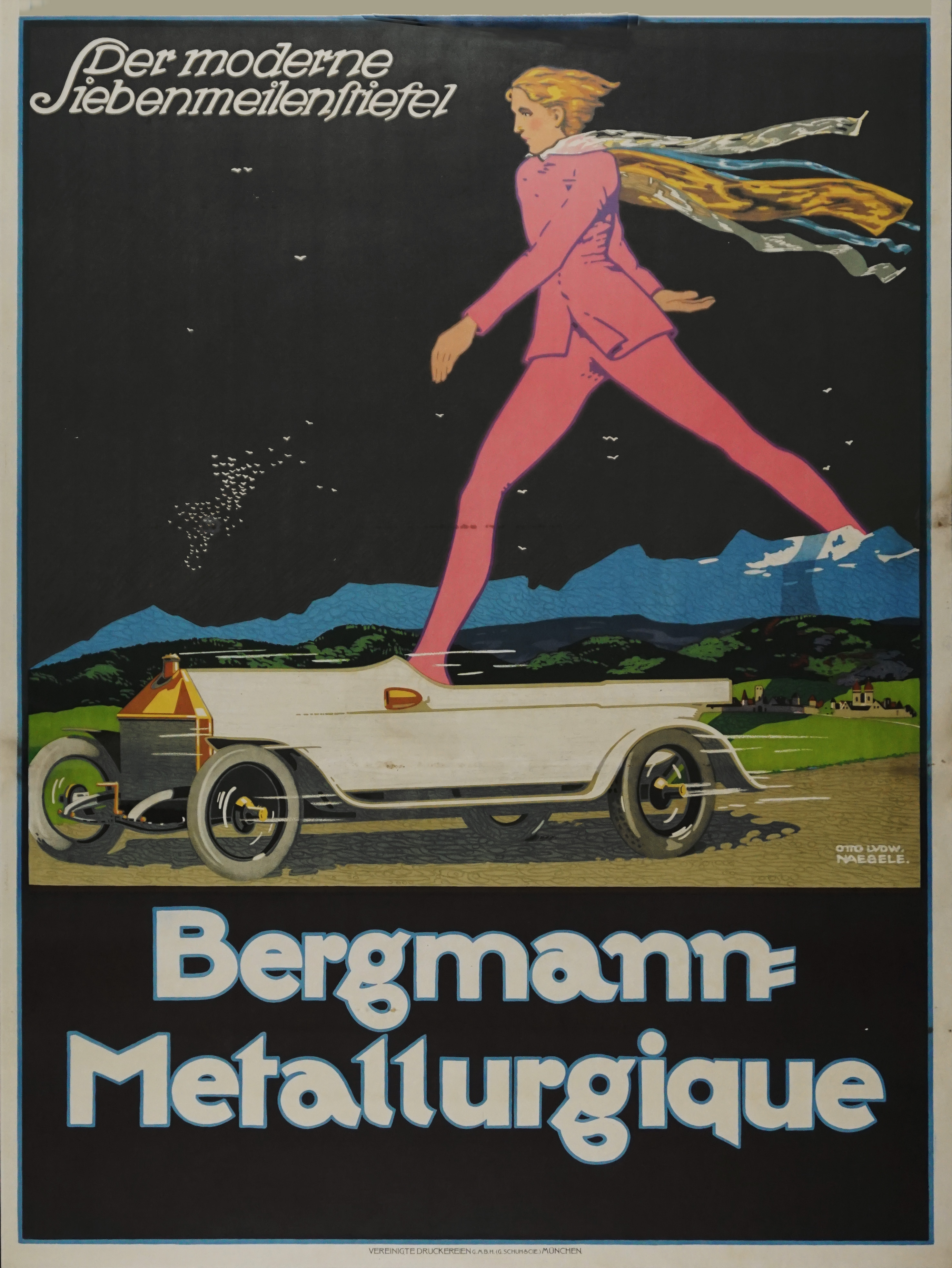
Plakat „Der moderne Siebenmeilenstiefel“ von Otto Ludwig Naegele (1909)

Das Unternehmen wurde als Tochtergesellschaft der Bergmann Elektrizitätswerke gegründet. Sie besaß die Lizenz zum Bau der belgischen Métallurgique-Wagen in Deutschland. Die geschäftliche Verbindung wurde von Herzog Ludwig von Bayern vermittelt, dessen Schwester mit dem belgischen König verheiratet war. Der Herzog war auch Aufsichtsratsmitglied in dem Unternehmen.
Die Modelle des belgischen Lizenzgebers wurden unverändert übernommen und bis zum Beginn des Ersten Weltkrieges gebaut. Dann gab man die Pkw-Fertigung auf und baute Lkw. Nach dem Krieg lief die Pkw-Fertigung wieder an; die Lizenz war aber von Métallurgique entzogen worden. So entstanden nur noch wenige Exemplare unter dem Namen Bergmann aus Teilen, die aus der Zeit vor dem Krieg noch vorhanden waren. 1922 wurde die Fertigung eingestellt.

## Modelle (Auswahl)
| Modell   | Bauzeitraum | Zylinder | Hubraum  | Bohrung × Hub   | Leistung        | bei Drehzahl | Radstand | Höchstgeschwindigkeit |
| -------- | ----------- | -------- | -------- | --------------- | --------------- | ------------ | -------- | --------------------- |
| 60/80 PS | 1907        | 4 Reihe  | 9880 cm³ | 150 mm × 140 mm | 100 PS (74 kW)  | 1500 min⁻¹   | 3500 mm  | 120 km/h              |
| 29/70 PS | 1913        | 4 Reihe  | 7320 cm³ | 125 mm × 150 mm | 80 PS (59 kW)   | 1500 min⁻¹   | 3600 mm  |                       |
| 6/18 PS  | 1913–1914   | 4 Reihe  | 1560 cm³ | 72 mm × 96 mm   | 18 PS (13,2 kW) | 1800 min⁻¹   | 2750 mm  | 65 km/h               |
| 14/40 PS | 1913–1914   | 4 Reihe  | 3565 cm³ | 90 mm × 140 mm  | 40 PS (29 kW)   | 1800 min⁻¹   | 3365 mm  | 90 km/h               |